# جوانا ريبيرو
جوانا ريبيرو (بالبرتغالية: Joana Ribeiro‏) هي عارضة وممثلة برتغالية، ولدت في 25 مارس 1992 في لشبونة في البرتغال.

## وصلات خارجية
- جوانا ريبيرو على موقع IMDb (الإنجليزية)
- جوانا ريبيرو على موقع ميتاكريتيك (الإنجليزية)
- جوانا ريبيرو على موقع روتن توميتوز (الإنجليزية)
- جوانا ريبيرو على موقع قاعدة بيانات الأفلام العربية
- جوانا ريبيرو على موقع ألو سيني (الفرنسية)
- جوانا ريبيرو على موقع أول موفي (الإنجليزية)
- جوانا ريبيرو على موقع قاعدة بيانات الأفلام السويدية (السويدية)
- جوانا ريبيرو على موقع قاعدة بيانات الفيلم (الإنجليزية)
- جوانا ريبيرو على موقع ليتربوكسد (الإنجليزية)
- جوانا ريبيرو على موقع كينوبويسك (الروسية)